# Bottoms Up (песня Брэнтли Гилберта)
«Bottoms Up» — песня американского кантри-певца Брэнтли Гилберта, вышедшая 16 декабря 2013 года в качестве первого сингла с его третьего студийного альбома Just as I Am (2013). Авторами песни выступили Брэнтли Гилберт, Justin Weaver, Бретт Джеймс.

## История
Песня получила положительные отзывы и рецензии от музыкальных критиков и интернет-изданий, например, таких как Digital Journal, Roughstock.
«Bottoms Up» дебютировал на позиции № 1 в американском хит-параде цифровой кантри-музыки Billboard Country Digital Songs в неделю с 16 декабря 2013 с тиражом 63000 загрузок.
Песня достигла тиража в 1 млн копий к апрелю 2014 года в США (рекорд для Гилберта на тот момент). Песня была сертифицирована в платиновом статусе RIAA 1 мая 2014. К июню 2015 года тираж составил 1,762,000 копий в США

## Музыкальное видео
Режиссёром видеоклипа выступил Shane Drake.

## Чарты

### Еженедельные чарты
| Чарт (2014)                         | Высшая позиция |
| ----------------------------------- | -------------- |
| Канада (Billboard Canadian Hot 100) | 41             |
| Канада (Billboard Country)          | 3              |
| США (Billboard Hot 100)             | 20             |
| США (Billboard Country Airplay)     | 1              |
| США (Billboard Hot Country Songs)   | 1              |

### Итоговые годовые чарты
| Чарт (2014)                      | Позиция |
| -------------------------------- | ------- |
| US Billboard Hot 100             | 68      |
| US Country Airplay (Billboard)   | 39      |
| US Hot Country Songs (Billboard) | 4       |

## Сертификации
| Регион | Сертификация  | Продажи   |
| --- | ------------- | --------- |
| США (RIAA) | 2× Платиновый | 1,762,000 |
| * Данные о продажах приведены только на основе сертификации. ^ Данные о тиражах приведены только на основе сертификации. |               |           |